# Heliograph (Nachrichtenübertragung)
Ein Heliograf bzw. -graph, oder auch Spiegeltelegraph, nutzt einen Spiegel zur Reflexion von Sonnenlicht zu einem entfernten Beobachter. Bei einer Bewegung des Spiegels sieht der entfernte Beobachter Lichtblitze, die dazu genutzt werden können, Informationen durch eine vordefinierte Signalkodierung zu übertragen.

## Geschichte
Die erste aufgezeichnete Verwendung eines Heliographen fand 405 v. Chr. statt, als die Griechen in der Antike polierte Schilde benutzten, um Signale in Schlachten zu übertragen und wurde von Xenophon in seinem Werk Hellenika dokumentiert.
Der römische Kaiser Tiberius benutzte einen Heliographen zur Lenkung des römischen Reiches von der Villa Jovis auf der Insel Capri aus, indem er jeden Tag Befehle an das acht Kilometer entfernte Festland entsenden ließ.
1820 entwickelte Carl Friedrich Gauß zu Vermessungszwecken das sogenannte Heliotrop, welches auf dem Funktionsprinzip des Heliographen basiert und das es gestattet einen (Sonnenlicht)Punkt über große Entfernungen auf ein Ziel zu richten.

## Nutzung
Das französische, britische und US-amerikanische Militär nutzte das Prinzip als Feldtelegraf, um Informationen mittels eines Morsecodes zu übertragen. Auch von der Schutztruppe in Deutsch-Südwestafrika (heute Namibia) wurden unter anderem in Halali, auf dem Dikwillem oder auf dem Schutztruppenturm bei Klein Nauas Heliographen eingesetzt, so bei der Niederschlagung des Herero-Aufstandes und im Ersten Weltkrieg. Die Übertragungsreichweite lag bei über 70 km. Auch bei den Schutztruppen in Deutsch-Ostafrika waren Heliographen zur Nachrichtenübertragung im Einsatz.
Der Heliograph blieb bis 1960 eine Standardausrüstung des Militärs in Australien und Großbritannien, da er als relativ abhörsicher galt. Zuletzt wurden Heliographen 1980 durch die Afghanen während der sowjetischen Invasion in Afghanistan genutzt. 
Einfache Heliographen sind als Sonnenspiegel oft noch in Überlebensausrüstungen enthalten, um eine einfache Minimal-Signalübertragung im Notfall durchführen zu können, insbesondere, um z. B. Suchflugzeuge durch „Lichtblitze“ auf sich aufmerksam machen zu können. Sie bestehen meist aus einer polierten, flachen Metallplatte. In deren Mitte befindet sich ein Loch, um Ziele anpeilen zu können.